# NanoDragon
NanoDragon là một vệ tinh do Trung tâm Vũ trụ Việt Nam (VNSC) xây dựng. NanoDragon sẽ sử dụng bộ thu hệ thống nhận dạng tự động (AIS) của mình để giám sát các tàu và cũng sẽ kiểm tra độ chính xác của việc kiểm soát tọa độ bằng cách sử dụng máy ảnh quang học.  Nó mang một OBC tiên tiến (máy tính trên bo mạch) do Meisei Electric của Nhật Bản phát triển.
Một dự án do Trung tâm Vệ tinh Quốc gia Việt Nam, NanoDragon thực hiện bởi 36 kỹ sư Việt Nam. Nó được phóng bằng tên lửa Epsilon vào ngày 9 tháng 11 năm 2021 trong khuôn khổ sứ mệnh Trình diễn Công nghệ Vệ tinh. 

## Sự cố
Sau quá trình phóng tàu Epsilon-5, vệ tinh NanoDragon chưa gửi tín hiệu về trạm mặt đất gồm vệ tinh Arica (của trường Đại học Aoyama Gakuin, Nhật Bản) và vệ tinh NanoDragon. Hiện trạm mặt đất chưa thu được thông tin ở đường truyền dữ liệu đo xa ở dải UHF, do đó các thông số trạng thái chi tiết của vệ tinh là chưa xác định được. Hiện chưa bắt được tín hiệu từ vệ tinh.